# COUP-TFII
 COUP-TFII  ( транскрипционный фактор COUP 2 ), известный также как  NR2F2  (подсемейство ядерных рецепторов 2, группы F, элемент 2) — белок, кодируемый у человека геном  NR2F2. Аббревиатура COUP расшифровывается как chicken ovalbumin upstream promoter — расположенный выше по течению промотор овальбумина курицы.

## Функция
COUP-TFII играет важную роль в регуляции развития ряда тканей и органов, включая сердце, кровеносные сосуды, мышцы и конечности.
Глюкокортикоидные рецепторы стимулируют COUP-TFII опосредованную трансактивация генов, а сам COUP-TFII подавляет транскрипционную активность глюкокортикоидных рецепторов. COUP-TFII взаимодействует с GATA2, препятствуя дифференцировки адипоцитов.

## Взаимодействия
COUP-TFII.как было выявлено, взаимодействует с:
- HDAC1[8]
- Lck[9]
- NR2F6[10]
- Нуклеолин[11]